# Sphaerozius nitidus
Sphaerozius nitidus är en kräftdjursart som beskrevs av William Stimpson 1858. Sphaerozius nitidus ingår i släktet Sphaerozius och familjen Menippidae. Inga underarter finns listade i Catalogue of Life.